# Митраков, Николай Игоревич
Николай Игоревич Митраков (род.15 сентября 1989, Москва, СССР) —   российский рентгенолог и рентгеновский дефектоскопист в музейной сфере, известный за разработку методов панорамной рентгенографии, бесконтактного рентгеновского исследования музейных объектов, а также исследований широкоформатных произведений искусства и объемных экспонатов.

## Биография
Митраков Николай родился и вырос в Москве. После окончания средней школы №999 в 2005 году поступил в Московское медицинское училище №4 на факультет лабораторной диагностики, где обучался до 2010 года, получив специализацию техника-лаборанта. Продолжив образование, он поступил в Московский государственный медико-стоматологический университет им. Евдокимова на факультет лечебное дело, где учился с 2010 по 2019 год.

#### Медицинская деятельность
С 2009 по 2018 год работал в медицинской сфере, специализируясь на экстракорпоральном оплодотворении и вспомогательных репродуктивных технологиях.

#### Карьера в музейной сфере
Свою карьеру в музейной сфере начал с должности техника в Государственной Третьяковской галерее, где с мая 2016 года занимался систематизацией и архивацией исследовательской документации.
В 2017 году приступил к рентгенологической деятельности, разработав метод панорамной рентгенографии для исследования произведений искусства. Этот метод позволил значительно расширить объем получаемой информации во время рентгенографического исследования, открывая новые перспективы для анализа и понимания художественных произведений. С 2018 года в Государственной Третьяковской галерее этот подход стал основным способом исследования картин, позволяя рассматривать классические методы под новым углом и обогащая научное сообщество новыми данными о музейных экспонатах.

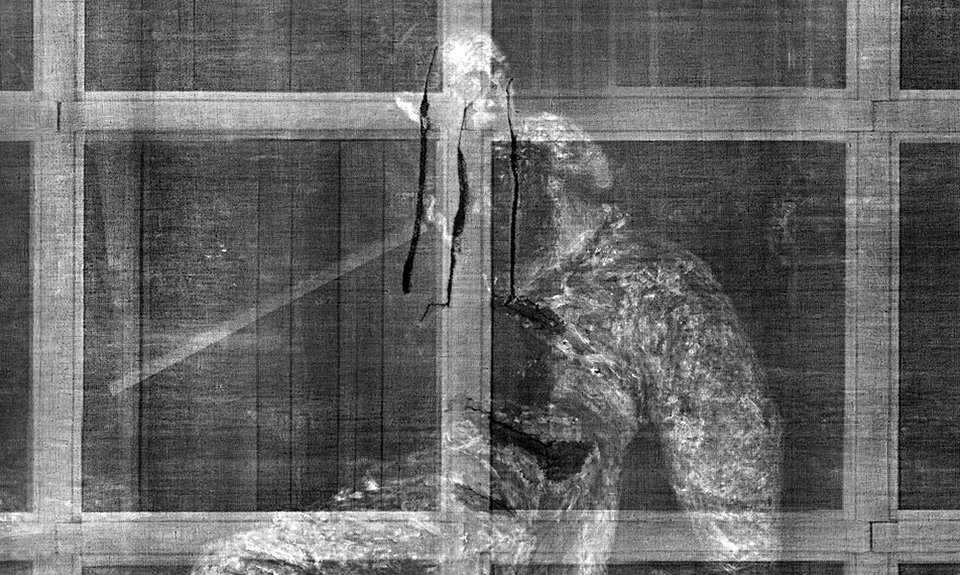
Рентгеновская панорама картины «Иван Грозный и сын его Иван 16 ноября 1581 года» Фото: Государственная Третьяковская галерея

В 2021 году внедрил метод бесконтактной рентгенографии, который позволяет проводить исследования хрупких объектов без риска их повреждения. Эта инновация применялась для изучения таких знаменитых произведений, как "Иван Грозный и сын его Иван 16 ноября 1581 года" И. Е. Репина, "Демон поверженный" М.А. Врубеля, "Доска № 1 (Старо-Басманная)" В.Е. Татлина; "Владимирская икона Божией Матери" первой трети XII века, а также икона "Троица" Андрея Рублёва.
В 2022 году разработал технологию рентгенографической съемки объемных предметов, в том числе скульптур, что позволило глубже изучать их внутреннее строение и выявлять скрытые дефекты. Интересной особенностью данной технологии является одновременное применение панорамного и бесконтактного методов рентгенографии, что позволяет проводить комплексный анализ сложных объемных объектов без их физического воздействия, расширяя тем самым возможности исследования и сохранения культурных ценностей.
В 2023 году представил новую методику рентгенографического исследования крупноформатных картин, которая впервые была использована для анализа произведения В.И. Сурикова "Боярыня Морозова". Результатом стал рентгеновский снимок, размер которого равен размеру картины  — 304 × 587,5 см. Это открытие стало значительным достижением в области изучения и сохранения художественных произведений такого большого размера. Картина "Боярыня Морозова" была отправлена для участия в выставке В.И. Сурикова в Русском музее.  Этот метод был представлен на "Научно-практической конференции имени А.П. Ковалева. Реставрация, консервация, исследования", проходившей с 5 по 7 декабря 2023 года в Третьяковской галерее.

## Участие в исследованиях к выставкам
- Выставка «Иван Айвазовский. К 200-летию со дня рождения» - 2016, Третьяковская галерея;
- Выставка «Зинаида Серебрякова» – 2017, Третьяковская галерея;
- Выставка «Некто 1917» – 2017, Третьяковская галерея;
- Выставка «Выставка шедевров современного искусства - Коллекция С.И. Щукина» – 2017, FONDATION LOUIS VUITTON, Париж;
- Выставка «Василий Верещагин» – 2018, Третьяковская галерея;
- Выставка «Архип Куинджи» – 2018, Третьяковская галерея;
- Выставка «Сергей Зарянко. К 200-летию со дня рождения» – 2018, Третьяковская галерея;
- Выставка «Михаил Ларионов» – 2018, Третьяковская галерея;
- Выставка «Илья Репин» – 2019, Третьяковская галерея;
- Выставка «Василий Поленов» – 2019, Третьяковская галерея;
- Выставка «Авангард. Список 1. К 100 летию Музея живописной культуры» – 2019, Третьяковская галерея
- Выставка «Иван Похитонов» - 2019, Третьяковская галерея;
- Выставка «Константин Истомин. Цвет в окне» – 2019, Третьяковская галерея;
- Выставка «Библия Пискатора – настольная книга русских иконописцев» – 2019, Третьяковская галерея;
- Выставка «Роберт Фальк» – 2020, Третьяковская галерея;
- Выставка «Мария Якунчикова-Вебер» – 2020, Третьяковская галерея;
- Выставка «Алексей Венецианов. Пространство, свет и тишина» – 2021, Третьяковская галерея;
- Выставка «Иван Кудряшов. К 125-летию со дня рождения» – 2021, Третьяковская галерея;
- Выставка «Русский модерн. На пути к синтезу искусств» - 2021, Третьяковская галерея;
- Выставка «Юрий Пименов»  - 2021, Третьяковская галерея;
- Выставка «Илья Репин: известный и неизвестный»  - 2021, Третьяковская галерея;
- Выставка «Святитель Николай Чудотворец. Иконы XIII–XX  веков» - 2022, Третьяковская галерея;
- Выставка «Генрих Семирадский. По примеру богов» – 2022, Третьяковская галерея;
- Выставка «Михаил Врубель» – 2022, Третьяковская галерея;
- Выставка «Игорь Грабарь» – 2022, Третьяковская галерея.

## Упоминание в СМИ
- 2018 - "Искусство под микроскопом"

- 2018 - статья «Черный квадрат» получил цифровое факсимиле"

- 2018 - "В Третьяковке рассказали, как будут "лечить" Ивана Грозного после покушения"

- 2018 - "В Третьяковке рассказали, как будут спасать порезанного "Ивана Грозного" 2018"
- 2019 - Restoring Repin: Criminal Sentenced As Work Continues

- 2020 - Внутри «Черного квадрата»
- 2020 - Лаврус "История одной картины Вузовки"

## Публикации
- Касаткина И.А., Митраков Н.И. "Использование панорамной рентгенографии в музейной практике" / И. А. Касаткина, Н. И. Митраков // Научно-практическая конференция им. А. П. Ковалева. 2019. - Москва : Гос. Третьяковская галерея, 2021. - С. 159-168. - [10] с.
- Митраков Н.И., Фомина А.А. "Жизнь стеклянного негатива в музее: от хранения до выставочного проекта"./Сборник статей к научной конференции «Фотография. Изображение. Документ.» 2021.- Санкт-Петербург, РОСФОТО